# 雷瑙
雷瑙，是西班牙加泰罗尼亚塔拉戈纳省的一个市镇。总面积8平方公里，总人口58人（2001年），人口密度7人/平方公里。